# Bandera del estado Táchira
La Bandera del estado Táchira es la bandera oficial estadal usada en ese estado del occidente de la República Bolivariana de Venezuela.

## Historia
Expuso en el proyecto que fue seleccionado por la asamblea legislativa del estado el día 30 de julio de 1997. La bandera fue presentada por el gobernador del estado a las autoridades y al pueblo del Táchira el 10 de diciembre de 1997, fecha que se promulgó el decreto de veneración y respeto al primer símbolo del estado, realizándose por primera vez a los acordes del himno. Según decreto del ejecutivo regional del día 30 de julio, es considerada día oficial de la bandera.

## Descripción de la bandera
La bandera del estado presenta 3 franjas de colores en campos iguales horizontales a saber: amarillo, negro y rojo.
- Amarillo: El campo superior es amarillo y simboliza la riqueza de la tierra, la ley, la ciencia y la sabiduría del pueblo color bajo el cual marcharon los soldados de la Restauradora al mando del General Cipriano Castro.
- Negro: El campo intermedio es negro y simboliza las vicisitudes y las dificultades vencidas por el pueblo a lo largo de su historia. El negro simboliza el petróleo que como tal fue explotado por primera vez; en el sitio como la alquitrana en el municipio Junín en el año 1870. También el negro representa otro rubro minero, el carbón mineral constituyendo el Táchira como uno de los Estados de Venezuela, principales en su extracción.

En el centro de este campo negro se presentan en semicírculo, cuatro (4) estrellas de cinco puntas que simbolizan los cuatro cantones que conformaron la geografía tachirense en 1864; ellas fueron San Cristóbal, Lobatera, San Antonio y la Grita, y bajo ellas dos ramas de café, que es un rubro fundamental en la agricultura tachirense.
- Rojo: El campo inferior es de color rojo, símbolo de valentía, de capacidad e integridad. El rojo simboliza la sangre derramada por los héroes anónimos que cayeron en los campos de batalla en procura de la libertad, de los tiempos de la gesta independentista.